# Балыклейка
Балыклейка — река в России, протекает в Камышинском, Ольховском и Дубовском районах Волгоградской области. Правый приток Волги, впадает в залив Горный Балыклей Волгоградского водохранилища.
Устье реки находится в 694 км по правому берегу Волгоградского водохранилища. Длина реки — 52 км.
По данным государственного водного реестра России относится к Нижневолжскому бассейновому округу, водохозяйственный участок реки — Волга от Саратовского гидроузла до Волгоградского гидроузла, без рек Большой Иргиз, Большой Караман, Терешка, Еруслан, Торгун. Речной бассейн реки — Волга от верхнего Куйбышевского водохранилища до впадения в Каспий.
На берегу реки расположены населённые пункты: Чухонастовка, Студёновка, Варькино. В устье залива находится село Горный Балыклей.
Название реки очень старинное. По сведениям А. Н. Минха она называлась так ещё в начале XVII века. Предположительно название происходит от татарского «балкалы», что означает «рыбный».